# Émilie de Rodat
Marie Guillemette Émilie de Rodat (deutsch auch Maria Wilhelmina Ämilia de Rodat; * 6. September 1787 auf Schloss Druelle (Frankreich); † 19. September 1852 in Villefranche-de-Rouergue) war eine französische Ordensschwester, Mystikerin und Ordensgründerin. Sie wurde 1950 heiliggesprochen.

## Leben
Émilie de Rodat wuchs bei ihrer Großmutter auf und war ab dem 18. Lebensjahr Nonne in Villefranche. 1815 entschied sie sich nach einigen Unzufriedenheiten, als Lehrerin für arme Kinder zu arbeiten. Mit drei Helferinnen begann sie in ihrem Zimmer mit der Unterrichtung und einem Nachhilfeunterricht für die ersten aufgenommenen Kinder. Das war der Beginn der von ihr 1816 gegründeten Kongregation der „Schwestern von der Heiligen Familie von Villefranche“. Im Laufe der Zeit weitete sich die Arbeit auf die Pflege unglücklicher Frauen, Waisen und alter Menschen aus. Mystische Neigungen, die man zu Lebzeiten kaum erkannt hatte, waren bei ihr stark ausgeprägt. Als sie 1852 an Krebs starb, hatte sie als Ordensoberin 38 Einrichtungen ins Leben gerufen.

## Heiligsprechung und Verehrung
Papst Pius XII. sprach sie am 9. Juni 1940 selig, die Heiligsprechung, ebenfalls durch Pius XII., folgte am 23. April 1950. Ihr kirchlicher Gedenktag ist der 19. September.
In Toulouse wurde eine Straße nach ihr benannt. Das von Émilie de Rodat 1835 gegründete Gymnasium trägt den Namen „Collège-Lycée Emilie de Rodat“. Mit dieser Schule pflegen die Marienschule in Bielefeld und die Eichenschule Scheeßel eine Partnerschaft.
In Villefranche-de-Rouergue wurde zu ihrer Ehre eine Kapelle nach ihr benannt. Die von ihr schriftlich hinterlassene Lebensgeschichte gehört zu den bedeutenden religiösen Zeugnissen.